# 2-VLG-V (ML-KNIL)
De 2e afdeling van vliegtuiggroep 5, kortweg 2-VLG-V, was een jachtvliegtuig-afdeling van de ML-KNIL.

## Oprichting
Wegens het uitbreken van de oorlog, werden er nieuwe vliegtuigen besteld. Hierdoor moest de hele ML-KNIL gereorganiseerd worden. Op 1 juni 1941, werd op Semplak de vijfde vliegtuiggroep opgericht, waar alle jachtvliegtuigen ondergebracht zouden worden. De eerste afdeling (1-VLG-V) zou worden uitgerust met Curtiss Interceptors. Omdat die nog niet afgeleverd waren door de Verenigde Staten van Amerika, zou deze afdeling eerst dienen als een proef-afdeling voor de Brewster Buffalo. Nadat de eerste Curtiss Interceptors waren afgeleverd werd op 1 juli 1941 de tweede afdeling (2-VLG-V) opgericht. Deze afdeling kreeg 12 gevechtsklare Brewster 339D's onder zijn hoede. De bedoeling was, was dat de afdeling bestaande uit 12 vliegers, 12 gevechtsklare Brewsters zou krijgen en 12 reserve Brewsters. Uiteindelijk zou de afdeling in totaal maar 17 Brewsters van het type 339C en 339D ontvangen. Hoewel ze 7 Brewsters niet ontvingen, was de afdeling wel het meest complete afdeling van de ML-KNIL. De mascotte van de groep was Magere Hein, een 'Jolly Roger' bestaande uit echte botten. Hun embleem, dat op alle vliegtuigen van de groep werd geschilderd, was de kop van een Javaanse neushoorn.

## Veldslagen

### Singapore
Op 25 december 1941 werden 12 Brewsters van 2-VLG-V, tezamen met 12 vliegers van de afdeling, op Kallang gestationeerd. Zo konden ze de Britten helpen bij de verdediging van Singapore. Deze toestellen waren uitgerust met bomrekken en konden dus als duikbommenwerper worden ingezet. De Brewsters van de ML-KNIL hadden normaliter geen kogelvrij glas, echter werden deze Brewster na aankomst op Kallang uitgerust met kogelvrij glas van defecte Engelse Brewsters. Tijdens verschillende operaties vanuit Singapore hebben de vliegers van 2-VLG-V diverse operaties uitgevoerd, waarbij onder andere een Japanse torpedobootjager tot zinken werd gebracht en er vier Japanse vliegtuigen neergehaald werden. Bij deze operaties kwam er één Nederlandse vlieger om het leven. Op 18 januari 1942 werden de overgebleven toestellen teruggehaald naar Java om daar de Nederlandse tekorten op te vangen. Hieronder een lijstje van de vliegers die boven Singapore gevlogen hebben, met hun toenmalige rang, en de door hun gebruikte toestellen hiervoor.
| Toestel | Vlieger                   | Extra informatie | Status |
| ------- | ------------------------- | --- | ------ |
| B-399   | Vdg. J.F. Scheffer        | Op 7 januari 1942 is het toestel met Vaandrig Scheffer tijdens de landing verongelukt. Toestel zwaar beschadigd en afgeschreven, vlieger in orde. | -      |
| B-3100  | 1st Lt. A.G. Deibel       | Op 12 januari 1942 werd eerste luitenant Deibel met dit toestel neergeschoten door een Nakajima Ki-27. Deibel wist met zichzelf te redden met een parachute, het toestel ging verloren, en Deibel vloog in het vervolg in de B-398.                                                                                               | -      |
| B-3103  | Vdg. F. Swarts            | Op 15 januari 1942 werd vaandrig Swarts boven Singapore neergeschoten door een Nakajima Ki-43 Hayabusa. Toestel stortte neer en de vlieger overleefde het niet. | KIA    |
| B-3105  | Sgt. A. Voorbij           | Op 15 januari 1942 moest sergeant Voorbij vanwege een motorstoring een buiklanding in de zee nabij Billiton maken. Hij overleefde de crash, en dreef enige tijd rond nabij wrakstukken. Toen reddingsschepen aankwamen bij de crash locatie was sergeant Voorbij verdwenen. Hij werd niet meer gevonden en als vermist opgegeven. | MIA    |
| B-3106  | 2de Lt. P.A. Hoyer        | - | -      |
| B-3107  | Sgt. G.M. Bruggink        | - | -      |
| B-3108  | Vdg. J.H.A. Ellecom       | Circa 6 januari 1942 stortte Ellecom met dit toesteel neer tijdens een start van Palembang I. Toestel zwaar beschadigd en afgeschreven, vlieger zwaargewond. | -      |
| B-3110  | Kapt. J.P. van Helsdingen | - | -      |
| B-3111  | Vdg. F. Pelder            | - | -      |
| B-3115  | Vdg. R.A. Rothkrans       | - | -      |
| B-3117  | Sgt. A.E. Stoové          | - | -      |
| ?       | Sgt. N.G. de Groot        | - | -      |

### Java
Wegens enkele toestellen die verloren waren gegaan tijdens gevechten en ongelukken, werd er bij terugkomst op Java een nieuwe indeling gemaakt. Enkele vliegers kregen nieuwe toestellen, en vanuit andere groepen kwamen een aantal nieuwe vliegers. Zo kreeg Deibel die boven Singapore was neergeschoten met toestel (B-3100), en daarna een ongeluk kreeg met zijn nieuwe toestel (B-398), het toestel van Kapt. van Helsdingen (B-3110). Kapt. van Helsdingen kreeg op zijn beurt een nieuw toestel (B-3118). Hieronder een overzicht van de zover bekende nieuwe indeling na terugkomst op Java.
| Toestel | Vlieger                   | Extra informatie | Status |
| ------- | ------------------------- | --- | ------ |
| B-3106  | 2nd Lt. P.A. Hoyer        | - | -      |
| B-3107  | Sgt. G.M. Bruggink        | - | -      |
| B-3110  | 1st Lt. A.G. Deibel       | - | -      |
| B-3111  | Vdg. F. Pelder            | - | -      |
| B-3114  | Sgt. B.W. Manesse         | - | -      |
| B-3115  | Vdg. R.A. Rothkrans       | Op 23 januari 1942 werd Rothkrans tijdens een aanval op de Japanse vloot nabij Balikpapan neergeschoten. Toestel stortte neer en de vlieger overleefde het niet.                                                                                         | KIA    |
| B-3117  | Sgt. A.E. Stoové          | - | -      |
| B-3118  | Kapt. J.P. van Helsdingen | - | KIA    |
| B-3132  | Vdg. J.P. Kuijpers        | Op 19 februari werd Kuijpers in een luchtgevecht nabij Semplak neergeschoten door een Nakajima Ki-43 Hayabusa. Toestel stortte neer en de vlieger overleefde het niet. Kuijpers kwam na de slag om Singapore waarschijnlijk over van 1-VLG-V of 3-VLG-V. | KIA    |
| ?       | Sgt. N.G. de Groot        | - | KIA    |
| ?       | Vdg. J.F. Scheffer        | - | -      |
| ?       | Vdg. P.C. 't Hart         | - | -      |

### Balikpapan
Bij de Slag om Balikpapan, op 22 januari 1942, waren alle vliegers van 2-VLG-V betrokken. In de namiddag vielen zij tezamen met negen Nederlandse Martin Model 166 (Martin B-10) bommenwerpers een Japans konvooi in de Straat Makassar aan. Een dag later werd wederom de vijandelijke vloot aangevallen. Hierbij werden enige treffers gemaakt op een tweetal transportschepen waarna één, de Nana Maru, zinkt. Op Vdg. R.A. Rothkrans na overleven alle vliegers de aanval. In de ochtend van 24 januari volgde weer een aanval. Door zware bewolking konden geen treffers worden waargenomen. Wel werd er weerstand geboden door vijandelijke jachtvliegtuigen. Op 25 januari werd er een verkenning uitgevoerd maar door de hevige branden van de olie-installaties werd geen vijandelijke activiteit waargenomen.

## Tijdlijn
1 juli 1941:
- Oprichting van 2-VLG-V op Semplak.

4 december 1941:
- Sgt. A.C. van Bers wordt vermist tijdens traject Kendari II - Ambon. Waarschijnlijk door slechte zicht in zee gestort.

Circa 6 januari 1942:
- Vdg. J.F. Scheffer verongelukt tijdens een landing op Kallang Airport.

25 december 1941:
- 12 vliegers van 2-VLG-V worden op Kallang gestationeerd om Singapore te verdedigen.

12 januari 1942:
- 1st Lt. A.G. Deibel wordt boven Singapore neergeschoten, hij weet zichzelf echter te redden door middel van zijn parachute.

15 januari 1942:
- Sgt. Adriaan "Adje" Voorbij krijgt tijdens een patrouillevlucht motorstoring en is genoodzaakt een noodlanding te maken in de zee nabij Billiton. Voorbij overleefd de noodlanding en drijft rond in het water nabij wrakstukken van zijn vliegtuig. De flightleader 1st Lt. P.A. Hoyer blijft rond cirkelen boven het wrak, terwijl andere vliegers terugvliegen naar Kallang voor hulp. De brandstoftank van Hoyer raakt bijna leeg, en hij is genoodzaakt terug te vliegen. Op het moment dat de reddingsschepen bij het wrak aankomen is Voorbij verdwenen. Hij wordt als vermist opgegeven en keert nooit meer huiswaarts.
- Vdg. F. Swarts wordt boven Singapore neergeschoten. Hij is vermoedelijk op slag dood en zijn vliegtuig stort ter aarde.

18 januari 1942:
- 2-VLG-V keert huiswaarts naar Java om Nederlands-Indië te verdedigen tegen het keizerrijk Japan.

23 januari 1942:
- 20 Brewsters voeren duikbombardementen uit op een Japanse vloot in de Straat Makassar. Elke Brewster draagt twee bommen van 50 kg met zich mee. In totaal worden er 8 hits op 4 schepen geregistreerd. Vdg. R.A. Rothkrans wordt tijdens een duikbombardement neergeschoten, en overleeft het niet.

19 februari 1942:
- Japan voert een grote aanval uit op verschillende geheime militaire vliegvelden. Tijdens luchtgevechten nabij Semplak verliezen Vdg. J. Kuijpers en Sgt. N.G. de Groot hun leven. Bovendien worden Vdg. J.F. Scheffer, 1st Lt. A.G. Deibel en Vdg. P.C. 't Hart neergeschoten. Alle drie weten ze zichzelf te redden met hun parachute. Ook 1-VLG-V, dat nabij Andir gestationeerd is, lijdt deze dag grote verliezen.

1 maart 1942:
- Japans luchtmacht voert een grote verrassingsaanval uit op geheim vliegveld Ngoro op Oost-Java. Alle Brewsters op Ngoro (geen van 2-VLG-V) worden vernield. Japanse infanterie trekt vervolgens van Oost-Java op naar West-Java waar 2-VLG-V gestationeerd is. Deze dag voeren van 2-VLG-V alleen Kapt. van Helsdingen en Sgt. Stoové aanvallen uit, tezamen met vijf vliegers van 1-VLG-V, op landende troepen op Erakan Wetan.

4 maart 1942:
- De technische dienst van de ML-KNIL begint met het onklaar maken van alle vliegtuigen. De meeste worden simpelweg in brand gestoken door medewerkers van de technische dienst zodat het niet in handen kan vallen van de oprukkende Japanners. Enkel een handjevol vliegtuigen op Semplak is nog steeds bruikbaar.

7 maart 1942:
- Kapt. J.P. van Helsdingen krijgt het bevel om geen Brewster Buffalo's meer de lucht in te sturen, hoewel er nog KNIL-infanterietroepen onder vuur lag vlak bij Kembang. Van Helsdingen stelde voor met de laatste toestellen een air-raid op Kalidjati uit te voeren maar kreeg van generaal ter Poorten de opdracht de grondtroepen bij Lembang luchtsteun te geven. Van Helsdingen zei: "ik zal de opdracht uitvoeren maar het wordt een zelfmoordmissie". Hij vroeg vervolgens vrijwilligers. Alle aanwezige vliegers boden zich aan. Het enige probleem was dat er maar nog vier werkende Brewster Buffalo's waren. Van Helsdingen koos vier vliegers uit die zich vervolgens begaven naar de vliegtuigen. Hij hoorde via een andere vlieger dat een van de uitgekozen vliegers, Sgt. Albert Eduard Stoové net te horen had gekregen dat hij vader zou worden en besloot deze niet te laten vliegen en stapte vervolgens zelf in diens toestel (B-3117). Samen met Lt. August Gerard Deibel (B-3110), Sgt. Gerard Bruggink (B-3101), en Vaandrig Jan Frederik Scheffer (vermoedelijk in de B-395) steeg Van Helsdingen op om de grondtroepen te ondersteunen. Van Helsdingen en Bruggink vlogen zo'n tweehonderd meter onder de andere twee vliegtuigen die de andere twee dekking moesten geven. Boven Lembang zagen ze een Japanse jachtvlieger en Deibel viel hem aan, maar de jachtvlieger kon ontkomen. Niet lang erna kwamen er drie Zero's aangevlogen. Deibel viel gelijk aan en twee Zero's keerden gelijk om, maar Deibels vliegtuig werd geraakt in de olietank en in een van zijn wielen. Hij moest een noodlanding maken in Andir. Toen hij de grond raakte brak het beschadigde wiel af en kwam hij in een spin terecht maar raakte niet gewond. Hij wachtte op zijn kameraden. Scheffer, die als wingman van Deibel diende, landde nog geen minuut later op het vliegveld. Van Helsdingen en Bruggink bleven in de lucht. Vrij snel al kwamen er zes Zero's aangevlogen. Bruggink wist dat ze geen kans zouden maken tegen zes Zero's en trok gelijk op en dook weg in een wolk, Van Helsdingen reageerde net te laat en werd neergeschoten. Van Van Helsdingen of zijn vliegtuig zijn nooit meer sporen teruggevonden. Bruggink landde niet veel later in Andir. Dit was het laatste gevecht dat plaatsgevonden heeft voor de capitulatie. Alle vier de mannen werden voor deze vlucht beloond met de Militaire Willems-Orde.

9 maart 1942:
- Nederlands-Indië capituleert.

## Piloten
| Naam                | Opleiding Afgerond | Toetreding      | Verlaten         | Opmerking |
| ------------------- | ------------------ | --------------- | ---------------- | --- |
| A.C. Bers           | 1941               | 1 augustus 1941 | 9 december 1941  | MIA. Vermoedelijk door dichte mist tegen een berg gevlogen. Status officieel 'vermist'.                                          |
| G.M. Bruggink       | 1941               | 1 augustus 1941 | 9 maart 1942     | |
| A.G. Deibel         | juni 1939          | 1 augustus 1941 | 9 maart 1942     | |
| J.H.A. Ellecom      | 1941               | 1 augustus 1941 | 6 januari 1942   | Stortte met zijn toestel neer. Zwaar gewond.                                                                                     |
| N.G. de Groot       | 1941               | december 1941   | 19 februari 1942 | KIA. Nabij Semplak neergeschoten door een Nakajima KI-43 Hayabusa.                                                               |
| P.C. 't Hart        | 1941               | januari 1942    | 9 maart 1942     | |
| J.P. van Helsdingen | 1936               | 1 juli 1941     | 7 maart 1942     | MIA. Commandant van de afdeling. Kwam op 7 maart 1942, tijdens de allerlaatste missie, om het leven. Status officieel 'vermist'. |
| P.A. Hoyer          | 1941               | 1 augustus 1941 | 9 maart 1942     | |
| J.P. Kuijpers       | 1941               | januari 1942    | 19 februari 1942 | KIA. Nabij Semplak neergeschoten door een Nakajima KI-43 Hayabusa.                                                               |
| B.W. Manesse        | 1941               | januari 1942    | 9 maart 1942     | |
| F. Pelder           | 1940               | 1 augustus 1941 | 9 maart 1942     | |
| R.A. Rothkrans      | 1940               | 1 augustus 1941 | 23 januari 1942  | KIA. Neergeschoten tijdens een duikbombardement boven de Straat Makassar.                                                        |
| J.F. Scheffer       | 1941               | 1 augustus 1941 | 9 maart 1942     | |
| A.E. Stoové         | 18 juli 1941       | 1 augustus 1941 | 9 maart 1942     | |
| F. Swarts           | 1940               | 1 augustus 1941 | 15 januari 1942  | KIA. Neergeschoten boven Singapore.                                                                                              |
| A. Voorbij          | 1941               | 1 augustus 1941 | 15 januari 1942  | MIA. Moest noodlanding in zee maken. Vliegtuig teruggevonden, Voorbij vermist.                                                   |

## Onderscheidingen
Ondanks het zeer korte bestaan van de afdeling ontvingen de leden verschillende belangrijke onderscheidingen voor bijzondere verrichtingen tijdens deelname aan de afdeling.
1 x Ridder 3e Klasse der Militaire Willems-Orde
Kapt. J.P. van Helsdingen (K.B. no 5 van 14 juli 1948, postuum ontvangen)
4 x Ridder 4e Klasse der Militaire Willems-Orde
Kapt. J.P. van Helsdingen (K.B. no 15 van 11 februari 1942, ingetrokken bij benoeming MWO3 op 14 juli 1948)
1e Lt. A.G. Deibel (K.B. no 5 van 14 juli 1948)
1e Lt. J.F. Scheffer (K.B. no 5 van 14 juli 1948, postuum ontvangen)
Sgt. G.M. Bruggink (K.B. no 5 van 14 juli 1948)
2 x Bronzen Kruis
2e Lt. P.A. Hoyer (K.B. no 01z van 24 februari 1942)
Vdg R.A. Rothkrans (K.B. no 01z van 24 februari 1942, postuum ontvangen)
4 x Vliegerkruis
Kapt. J.P. van Helsdingen (K.B. no 01z van 27 januari 1942)
Sgt. G.M. Bruggink (K.B. no 01z van 27 januari 1942, ingetrokken bij benoeming MWO4 op 14 juli 1948)
Sgt. A.E. Stoové (K.B. no 01z van 24 februari 1942)
Sgt. P.C. 't Hart (K.B. no 63 van 9 januari 1948)
1e Bataljon Infanterie · 3e Bataljon Infanterie · 7e Bataljon Infanterie · 8ste Bataljon Infanterie · Korps Marechaussee van Atjeh · Koloniaal Werfdepot · Barisankorps van Madoera · Militaire Luchtvaart van het Koninklijk Nederlandsch-Indisch Leger · 2-VLG-V (ML-KNIL) · Mariniersbrigade in Nederlands-Indië · Wapen der Genie (KNIL) · Korps Koloniale Reserve · Korps Insulinde · Korps Speciale Troepen · Royal Netherlands Military Flying School · NEFIS · Legioen van Ratu Adil · Militaire Pupillenschool te Gombong
Azië in de Tweede Wereldoorlog · Verovering van Nederlands-Indië door Japan · Japanse bezetting van Nederlands-Indië · Invasie van Sumatra in 1942 · Verovering van Atjeh door Japan · Strijd om Palembang · Slag om Borneo · Slag om Balikpapan · Verovering van Bandjermasin (1942) · Strijd om Tarakan (1942) · Strijd om Tarakan (1945) · Strijd om Borneo (1945) · Strijd om Noord-Borneo · Strijd om Balikpapan (1945) · Slag in de Straat van Soenda · Eerste Slag in de Javazee · Tweede Slag in de Javazee · Slag om Java · Slag in de Straat Badoeng · Strijd om Celebes · Guerrillaoorlog van het Indische leger op Nieuw-Guinea · Overakker-complot · Nederlandse verzets- en guerrillagroeperingen in Nederlands-Indië · Slag bij Straat Makassar · Slag bij Manado · Slag om Ambon · Japanse bezetting van Saparoea · Slag om Timor · Verovering van de Riau-archipel · Aanval op Broome · Laatste vlucht van KNILM PK-AFV  · Strijd om Soerabaja (1945)